# Torosomyia parallela
Torosomyia parallela là một loài ruồi trong họ Tachinidae.